# Ricardo Infante
Ricardo Roberto Infante (* 21. Juni 1924 in La Plata; † 14. Dezember 2008 ebenda) war ein argentinischer Fußballspieler. Mit der Nationalmannschaft seines Heimatlandes nahm er an der Fußball-Weltmeisterschaft 1958 teil.

## Karriere

### Vereinskarriere

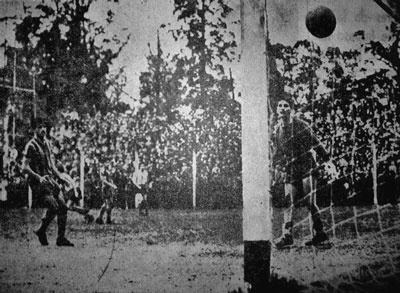
Das Rabona-Tor von Ricardo Infante (nicht im Bild)

Ricardo Infante begann seine fußballerische Laufbahn im Jahre 1942 bei Estudiantes de La Plata in seiner Heimatstadt. Mit dem Verein, wo er zusammen spielte unter anderem mit anderen argentinischen Fußballgrößen der damaligen Zeit wie Manuel Pellegrina oder Gabriel Ogando, gewann er zwar keinen Titel in der Primera División, der höchsten Spielklasse im argentinischen Fußball, erzielte aber in 328 Spielen 180 Tore für Estudiantes und ist noch heute der sechstbeste Spieler, was die Anzahl an Toren in der ersten argentinischen Liga betrifft. Alle seine Tore in der Primera División zusammengerechnet, kommt er auf 217 Tore in 439 Spielen. Berühmt ist auch sein Treffer in einem Meisterschaftsspiel gegen Rosario Central am 19. September 1948 (Endstand: 2:0), als Infante den Ball mit dem Rabona-Trick aus fünfunddreißig Metern im Tor versenkte. Insgesamt blieb er bis ins Jahr 1952 bei Estudiantes, ehe er nach Buenos Aires zu CA Huracán wechselte. Dort blieb er weitere vier Jahre, ehe er zurückging zu Estudiantes de La Plata und vier Jahre bis 1960 bei seinem Heimatverein Fußball spielte. Dort erzielte er erneut viele Tore und ist heute in der Vereinsrangliste von Estudiantes der Spieler mit den zweitmeisten Toren hinter Manuel Pellegrina. 1961 verließ er Estudiantes wieder und ließ seine Laufbahn im folgenden Jahr bei Gimnasia y Esgrima de La Plata, dem Lokalrivalen seines alten Vereins, ausklingen. 1961 beendete er seine Karriere dann und wurde Jugendtrainer in La Plata. Für kurze Zeit trainierte er 1960 auch die erste Mannschaft von Estudiantes de La Plata als Spielertrainer.

### Nationalmannschaft
In der argentinischen Fußballnationalmannschaft wurde Ricardo Infante zwischen 1952 und 1958 fünfmal eingesetzt. In diesen fünf Spielen gelangen ihm zwei Tore. Von Argentiniens Nationaltrainer Guillermo Stábile, selbst Torschützenkönig der Fußball-Weltmeisterschaft 1930 in Uruguay, wurde er ins Aufgebot der Südamerikaner für die Fußball-Weltmeisterschaft 1958 in Schweden berufen. Bei dem Turnier wurde Infante jedoch nicht eingesetzt. Währenddessen endete das Turnier für seine Mannschaft bereits nach der Vorrunde, denn in einer Gruppe mit Titelverteidiger Deutschland, Nordirland und der Tschechoslowakei wurde der letzte Tabellenplatz belegt, nachdem nur ein Sieg (3:1 gegen Nordirland) gelungen war.